# Vorn Vet
Vorn Vet (tiếng Khmer: វ៉ន វេត 1934-1978) tên thật là So Thouk, là một thủ lĩnh cấp cao trong hàng ngũ của Khmer Đỏ, từng xếp thứ năm trong ương Đảng (Angkar) với chức vụ phó thủ tướng phụ trách kinh tế của Campuchia Dân chủ. Ông đồng thời là trợ thủ thân tín của Pol Pot từ năm 1963 đến năm 1978. Sau những cuộc thanh lọc nội bộ cuối cùng của chính quyền Khmer Đỏ vào cuối tháng 11 năm 1978, ông đã bị Pol Pot thanh trừng với cáo buộc là gián điệp Việt Nam, bị bắt giam và sau đó bị xử tử tại trại tù S21.

## Tiểu sử
Vorn Vet sinh năm 1934 tại tỉnh Siêm Riệp thuộc tây bắc Campuchia trong một gia đình trung lưu.
Vào năm 1948, Vorn Vet học tại một trường trung học ở Battambang , năm 1952 thì bắt đầu học ở Phnom Penh. Đến năm 1953, Vorn Vet bắt đầu tham gia nhóm du kích Khmer Issarak chống Pháp do Sơn Ngọc Minh lãnh đạo.
Năm 1955 Vorn Vet di chuyển đến vùng Đông Bắc hoạt động và tại đây ông đã giai nhập nhóm Đông Bắc của Pol Pot, Ieng Sary và Son Sen.
Ngày 21 tháng 2 năm 1963, Pol Pot đã đứng ra tổ chức đại hội Đảng công nhân Campuchia lần thứ hai và trở thành tổng Bí thư thay Tou Samouth (đã bị chính quyền Lon Nol ám sát năm 1962) và Vorn Vet đã được bầu làm thành viên thay thế (cùng với Son Sen sau khi Keo Meas và Non Suon bị loại khỏi ủy ban trung ương).

## Vai trò trong Khmer Đỏ
Ngày 17 tháng 4 năm 1975 Khmer Đỏ giành được chính quyền tại Campuchia. Đến tháng 3 năm 1976 Vorn Vet được bổ nhiệm làm Phó Thủ tướng phụ trách kinh tế và được xếp hàng thứ năm trong trung ương Đảng chỉ đứng sau Pol Pot, Nuon Chea, So Phim và Ta Mok.

## Bị thanh trừng
Dù có một thời gian dài, Vorn Vet được xem là lãnh đạo cấp cao và là trợ thủ thân tín của Pol Pot trong hơn 20 năm, nhưng vào cuối tháng 11 năm 1978, Pol Pot đã ra lệnh thanh trừng và xử tử Vorn Vet cùng với Ta Keu tại nhà tù S21 với cáo buộc phản bội và làm gián điệp nước ngoài.